# جک گولدمن
 جک گولدمن (انگلیسی: Jack Goldman؛ زاده ۱۸ ژوئیهٔ ۱۹۲۱ درگذشته ۲۰ دسامبر ۲۰۱۱) یک فیزیک‌دان بود.